# Joseph Faubel
Joseph Faubel (Aschaffenburg, 12 juni 1801 – München 4 april 1875) was een Duits klarinetvirtuoos.
Hij was zoon van Bartholomeus Faubel en Philippina Knodt. Faubel was daarbij zelf muziekdirecteur in het leger, maar waarschijnlijk ook klarinettist.
Faubel kreeg zijn opleiding van zijn vader en werd op tienjarige leeftijd hofklarinettist bij het groothertogdom Frankfort. Vanaf 1813 werd dat groothertogdom ontmanteld. Een groot deel van het hoforkest werd het blaasorkest van het in de stad Frankfurt am Main gelegerd regiment. In die hoedanigheid moest hij dan ook mee op campagne in Frankrijk. In 1816 was hij weer terug in Frankfurt met een aantal concerten. In 1816 was hij te vinden in München, alwaar hij ook concerten gaf. De koning aldaar benoemde hem opnieuw tot hofmuzikant, maar nu dus in Beieren. Vanuit München gaf hij concerten van Parijs tot Wenen en zo ook in Diligentia in Den Haag (18 november 1840, Kamervirtuoos van den Koning van Beijeren). Tegelijkertijd deed hij pogingen om de klarinet te verbeteren.
Van zijn hand verschenen enkele werken voor zijn muziekinstrument, zoals 
- Variaties voor klarinet, dat in 1833 in Diligentia werd uitgevoerd door zijn broer Johann Philipp Faubel.
- Adagio con variazione, dat in 1853 werd uitgevoerd door Gerrit Knippenberg.

- Gemeinsame Normdatei: 132182823
- International Standard Name Identifier: 0000 0000 1979 2344
- Virtual International Authority File: 67620390
- WorldCat: E39PBJpPHWjTv6FGP9cVGdBgKd